# سن روییز
سن روییز (به لاتین: Sint-Kruis) یک منطقهٔ مسکونی در بلژیک است که در بروخه واقع شده‌است. سن روییز ۱۶٫۸۴ کیلومتر مربع مساحت و ۱۶٬۱۱۹ نفر جمعیت دارد.